# Williams Street Records
ООО Williams Street Records — независимая компания звукозаписи родом из Атланты. Изначально это было совместное предприятие Williams Street Studios (подразделение Turner Broadcasting System, впоследствии приобретенной Time Warner) и Warner Music Group (бывшая звукозаписывающая компания Time Warner), а дистрибуция осуществлялась через Alternative Distribution Alliance. Под этим лейблом выпускались довольно оригинальные музыкальные работы, часть из которых относилась к шоу канала «Adult Swim». Основателем лейбла был Джейсон Демарко.
В феврале 2007 (то есть в том же году, в котором лейбл был основан) «Williams Street» и «Adult Swim» объединились с независимым хип-хоп-лейблом Definitive Jux для производства анимационного видео для песни El-P под названием «Flyentology» (с англ. «Полетология») и выпуска сборника Definitive Swim, выложенного для бесплатного скачивания и содержащего песни большинства исполнителей лейбла.

## Альбомы, изданные этим лейблом
- Definitive Swim — Сборник различных исполнителей (2007, совместный релиз с Definitive Jux)
- Aqua Teen Hunger Force Colon Movie Film for Theaters Colon the Soundtrack — Различные исполнители (2007)
- Warm & Scratchy — Различные исполнители (2007)
- The Dethalbum — Dethklok (2007)
- The Diary of an American Witchdoctor — Witchdoctor (2007)
- Ghostly Swim — Различные исполнители (2008, совместный релиз с Ghostly International)
- Awesome Record, Great Songs! — Тим Хайдекер и Эрик Верхайм (2008)
- World Wide Renewal Program — Различные исполнители (2008)
- African Swim — Различные исполнители (2008)
- The Venture Bros.: The Music of JG Thirlwell — Джим Тёрлуэлл (2009)
- The Dethalbum II — Dethklok (2009)
- Have Yourself A Meaty Little Christmas (2009)
- ATL RMX (2009)
- R.A.P. Music — Killer Mike (2012)